# Свитхельм (король Эссекса)
Свитхельм (англ. Swithhelm; умер в 664) — король Эссекса (660—664), сын Сексбальда и вероятно двоюродный брат Сигеберта.

## Биография
Свитхельм и Свитфрит стали королями Эссекса, убив предшественника Сигеберта II за чрезмерную, по их мнению, любовь к христианам. Однако около 662 года они сами были крещены тем же епископом Кеддом, который крестил Сигеберта. Свитхельм умер в 664 году во время эпидемии чумы. Свитфрит скончался раньше брата, когда именно — неизвестно.